# Spotřební zboží
Spotřební zboží je pojem, který se používá v různých oborech zabývajících se obchodem. Obecný význam tohoto pojmu není ostře vymezen, typicky pojem zahrnuje zejména menší věci, které se rychle spotřebovávají nebo opotřebovávají a pravidelně znovu nakupují, zejména potraviny, oděvy, osobní hygienické potřeby atd., tedy v užším smyslu zboží krátkodobé spotřeby.
V širším významu, jaký zavádí legislativa ochrany spotřebitele, se tak definují takřka všechny movité věci prodávané maloobchodním způsobem, včetně zboží dlouhodobé spotřeby. Běžně se jako spotřební zboží označují i domácí audiovizuální přístroje a jiné spotřebiče včetně tzv. bílé techniky jako jsou ledničky, pračky atd., domácí potřeby, nádobí, nábytek, hudební nástroje, sportovní potřeby, nářadí, počítače a jejich příslušenství, drogistické a kosmetické výrobky, psací a kancelářské potřeby, upomínkové a dekorační předměty atd.
Jako komplementární protiklad pojmu spotřební zboží se používá například termín obchodní zboží.
Definice spotřebního zboží v evropské legislativě je přizpůsobena tomu, aby se vztahovala na veškeré zboží, na které se má vztahovat ochrana spotřebitele, tedy prodej koncovým zákazníkům – fyzickým osobám.
V české legislativě je evropská směrnice 1999/44/ES implementována v § 616 a násl. občanského zákoníku, kde se používá především termín „prodávaná věc“. V § 620 odst. 1 je pojem spotřební zboží přímo použit, aniž by byl výslovně definován, a to v ustanovení o dvouleté záruční lhůtě. Potravinářské zboží, krmiva a zvířata jsou v rámci spotřebního zboží vyjmenovány zvlášť kvůli kratší záruční lhůtě.
Speciální úpravou je Zákon o ochraně spotřebitele, 634/1992 Sb. v platném znění. Ten sice zavádí související pojem pojem „spotřebitel“, ale zboží se v tomto zákoně nazývá „výrobky nebo služby“.
V Německu byl zákonem ze dne 26. 11. 2001, BGBl. I, S. 3138, s účinností od 1. 1. 2002, zaveden pojem spotřebitelské smlouvy.